# Julian Williams
Julian "J-Rock" Williams (Philadelphia, Pennsylvania, 5 de abril de 1990) es un boxeador profesional estadounidense. Desafió el título de peso superwélter de la FIB en 2016. Derrotó a Jarrett Hurd el 11 de mayo de 2019 para ganar los títulos superwélter de la AMB (Súper), FIB e IBO.

## Carrera amateur
Williams comenzó a boxear a los 12 años, con un récord 77-10 en 87 combates amateur. Fue clasificado quinto en su peso a nivel nacional, pero nunca ganó un torneo nacional. El entrenador de Williams, Stephen Edwards, dijo que la preparación de Williams como boxeador amateur fue errática y que trabajó en un entrenamiento más riguroso cuando Williams se convirtió en profesional.

## Carrera profesional
Williams hizo su debut profesional en mayo de 2010, superando a Antonio Chaves Fernández con un nocaut técnico en la primera ronda. En abril de 2013, Williams se convirtió en el segundo peleador en detener a Dashon Johnson, mejorando su récord a 12–0–1 con un nocaut técnico en el tercer asalto. En su próxima pelea, Williams ganó por decisión unánime (77-72, 77-72, 77-72) sobre el ex campeón mundial Joachim Alcine. Alcine fue derribado tres veces, pero se recuperó y ganó las últimas tres rondas, conectando tiros significativos a Williams. El prospecto sobreviviría y se llevaría la victoria. Williams luego se enfrentó a Hugo Centeno Jr., pero la pelea terminó en un sin resultado después de un cabezazo accidental.
El 10 de diciembre de 2016, Williams desafió al campeón de la FIB Jermall Charlo. Charlo retuvo su título con una parada en el quinto asalto sobre Williams. Charlo derribó a Williams en la segunda ronda con un potente jab. Williams regresó y peleó de manera inteligente, haciendo que Charlo fallara. En el quinto asalto, Charlo lanzó un uppercut de derecha, dejando caer a Williams con fuerza. Williams se levantó, sin embargo, Charlo consiguió una tercera caída después de un aluvión de golpes que terminó con un gancho de izquierda. Después de que el árbitro detuviera la pelea, Williams fue a felicitar a Charlo. Charlo no le quiso abrazar y le dijo a Williams: "No quiero tus felicitaciones, quiero tus disculpas". La multitud, al notar el calor entre las dos esquinas, comenzó a abuchear a Charlo. En la entrevista posterior a la pelea, Charlo dijo que Williams le había faltado el respeto antes de la pelea, también llamó a Canelo y Golovkin, y dijo que subiría al peso mediano. El 11 de mayo de 2019, Williams venció a Jarred Hurd por el campeonato unificado de peso superwélter por decisión unánime.

## Récord profesional
| 27 Ganadas (16 KOs), 3 Derrotas, 1 Empate, 1 Sin Resultado |            |                     |      |              |            |                                       |                                                                 |
| Res.                                                       | Récord     | Oponente            | Tipo | Rd., Tiempo  | Fecha      | Localidad                             | Notas                                                           |
| D                                                          | 27–3–1 (1) | Vladimir Hernandez  | SD   | 10           | 2021-10-09 | T-Mobile Arena, Las Vegas             |                                                                 |
| D                                                          | 27–2–1 (1) | Jeison Rosario      | TKO  | 5 (12), 1:37 | 2020-01-18 | Liacouras Center, Filadelfia          | Pierde los títulos mundiales WBA (Super), IBF y IBO superwélter |
| G                                                          | 27–1–1 (1) | Jarrett Hurd        | UD   | 12 (12)      | 2019-05-11 | EagleBank Arena, Fairfax              | Gana los títulos mundiales WBA (Super), IBF y IBO superwélter   |
| G                                                          | 26–1–1 (1) | Francisco Castro    | KO   | 2 (8)        | 2018-12-01 | Staples Center, Los Ángeles           |                                                                 |
| G                                                          | 25–1–1 (1) | Nathaniel Gallimore | MD   | 12 (12)      | 2018-04-07 | The Joint, Las Vegas                  |                                                                 |
| G                                                          | 24–1–1 (1) | Ishe Smith          | UD   | 10 (10)      | 2017-11-18 | The Cosmopolitan, Las Vegas           |                                                                 |
| G                                                          | 23–1–1 (1) | Joshua Conley       | TKO  | 7 (10)       | 2017-06-30 | Huntington Center, Toledo             |                                                                 |
| D                                                          | 22–1–1 (1) | Jermall Charlo      | KO   | 5 (12)       | 2016-12-10 | Galen Center, Los Ángeles             | Por el título mundial de la IBF superwélter                     |
| G                                                          | 22–0–1 (1) | Marcello Matano     | TKO  | 7 (12)       | 2016-03-05 | Sands Casino Resort, Bethlehem        |                                                                 |
| G                                                          | 21–0–1 (1) | Luciano Cuello      | TKO  | 1 (10)       | 2015-09-22 | Sands Casino Resort, Bethlehem        |                                                                 |
| G                                                          | 20–0–1 (1) | Arman Ovsepyan      | TKO  | 6 (10)       | 2015-06-13 | Bartow Arena, Birmingham              |                                                                 |
| G                                                          | 19–0–1 (1) | Joey Hernandez      | UD   | 10 (10)      | 2015-04-04 | Colisée Pepsi, Quebec City            |                                                                 |
| G                                                          | 18–0–1 (1) | Jamar Freeman       | TKO  | 8 (10)       | 2014-12-20 | Little Creek Casino Resort, Shelton   |                                                                 |
| G                                                          | 17–0–1 (1) | Eliezer Gonzalez    | UD   | 8 (8)        | 2014-09-11 | The Joint, Las Vegas                  |                                                                 |
| G                                                          | 16–0–1 (1) | Michael Medina      | KO   | 8 (10)       | 2014-05-24 | Bell Centre, Montreal                 |                                                                 |
| G                                                          | 15–0–1 (1) | Freddy Hernández    | TKO  | 3 (10)       | 2014-03-17 | House of Blues, Boston                |                                                                 |
| G                                                          | 14–0–1 (1) | Orlando Lora        | TKO  | 3 (10)       | 2013-12-07 | Barclays Center, Brooklyn             |                                                                 |
| Sin res.                                                   | 13–0–1 (1) | Hugo Centeno Jr.    | NC   | 4 (10)       | 2013-09-12 | MGM Grand Premier Ballroom, Las Vegas | Por el título vacante WBC International superwélter             |
| G                                                          | 13–0–1     | Joachim Alcine      | UD   | 8 (8)        | 2013-06-22 | Barclays Center, Brooklyn             |                                                                 |
| G                                                          | 12–0–1     | Dashon Johnson      | TKO  | 3 (6)        | 2013-04-20 | Alamodome, San Antonio                |                                                                 |
| G                                                          | 11–0–1     | Jeremiah Wiggins    | TKO  | 7 (8)        | 2013-01-26 | The Joint, Las Vegas                  |                                                                 |
| G                                                          | 10–0–1     | Jonel Tapia         | TKO  | 7 (8)        | 2012-11-17 | Boardwalk Hall, Atlantic City         |                                                                 |
| G                                                          | 9–0–1      | Hector Rosario      | UD   | 8 (8)        | 2012-04-28 | Boardwalk Hall, Atlantic City         |                                                                 |
| G                                                          | 8–0–1      | Eberto Medina       | UD   | 6 (6)        | 2011-09-30 | National Guard Armory, Philadelphia   |                                                                 |
| G                                                          | 7–0–1      | Raul Rodríguez      | UD   | 6 (6)        | 2011-07-22 | Morongo Casino, Resort & Spa, Cabazon |                                                                 |
| Empate                                                     | 6–0–1      | Francisco Santana   | PTS  | 6 (6)        | 2011-05-13 | Chumash Casino Resort, Santa Ynez     |                                                                 |
| G                                                          | 6–0        | Marteze Logan       | UD   | 4 (4)        | 2011-03-19 | Fitzgerald's Casino & Hotel, Tunica   |                                                                 |
| G                                                          | 5–0        | Allan Moore         | TKO  | 1 (4)        | 2011-01-29 | Silverdome, Pontiac                   |                                                                 |
| G                                                          | 4–0        | Mario Evangelista   | UD   | 6 (6)        | 2010-12-03 | Chumash Casino Resort, Santa Ynez     |                                                                 |
| G                                                          | 3–0        | Wes Parkhurst       | TKO  | 1 (4)        | 2010-11-09 | Remington Park, Oklahoma City         |                                                                 |
| G                                                          | 2–0        | Dean Peters Jr.     | TKO  | 1 (4)        | 2010-10-01 | Chumash Casino Resort, Santa Ynez     |                                                                 |
| G                                                          | 1–0        | Antonio Chaves      | TKO  | 1 (4)        | 2010-05-07 | 2300 Arena, Filadelfia                | Professional debut                                              |